# Фарфоровська (платформа)
Фарфоровська (рос. Фарфоровская) — платформа Санкт-Петербурзького відділення Жовтневої залізниці, розташована між платформами Пост 5 км та Сортувальна, на території залізничної станції Санкт-Петербург-Сортувальний-Московський.
Була відкрита в другій половині XIX століття, спочатку обслуговувала мешканців Фарфоровської колонії, селища робітників ЛФЗ. Зараз же є одним з найбільших транспортних вузлів Північного Купчино.
Має дві берегові платформи, сполучені підземним переходом. Збереглася будівля вокзалу (єдиний на лінії Навалочне — Обухово до будівлі вокзалу на Сортувальній та Обухово). Крім того є залізні сходи від станції до Цимбалінського шляхопроводу (відкритого незабаром після відкриття станції).
У 2007 — 2008 роках станція була реконструйована. Встановлено навіси, відремонтовано перехід.